# Mausoleopsis raveti
Mausoleopsis raveti är en skalbaggsart som beskrevs av Ruter 1954. Mausoleopsis raveti ingår i släktet Mausoleopsis och familjen Cetoniidae. Inga underarter finns listade i Catalogue of Life.